# Peterson (Minnesota)
Peterson è un comune degli Stati Uniti d'America, situato nello Stato del Minnesota, nella contea di Fillmore.